# مجلة الجوهرة للمرأة العربية
مجلة الجوهرة مجلة شهرية اجتماعية نسائية وثقافية، صدر العدد الأول منها في يونيو 2018م، وخلال مسيرتها حاورت العديد من الشخصيات البارزة في المملكة العربية السعودية والوطن العربي، في جميع المجالات والتخصصات، إذ استطاع فريق تحرير المجلة رصد الحراك الثقافي والأدبي والفني الذي شهدته المملكة في ظل رؤية المملكة 2020 ورؤية 2030.
أظهرت استطلاعات الرأي، أن الجوهرة من المجلات المحببة للعديد من الفئات العمرية المختلفة، خاصة أثناء السفر، حيث أن المجلة تتواجد على متن الخطوط الجوية السعودية.
تصدر الجوهرة عن شركة سواحل الجزيرة لريادة الإعلام، وهي واحدة من شركات المجموعة والتي أسست عام 2008 في الرياض.

## الرسالة
جميع تقارير وتحقيقات المجلة موجهة إلى النساء العربيات من مختلف الأعمار والبلدان؛ حيث تتيح صفحاتها للنساء العربيّات عرض تجاربهنّ وخبراتهنّ وأفكارهنّ.
تغطي المجلة عبر صفحاتها روائع الموضة، العالمية والمحلية، بالإضافة إلى تقديم خبراء وأساتذة التجميل في الوطن العربي نصائح عن الصحّة والتغذية؛ للمحافظة على الجمال والرشاقة.

## المحتويات
- تناقش المجلة عبر باب قضايا واَراء، العصر الذهبي الذي تعيشه المرأة السعودية في ظل القيادة الرشيدة والحكيمة، وتسليط الضوء من خلال أبواب، سلامتك وطفلك وباب علاقات أسرية، على النصائح والأفكار التي تساهم في تنظيم حياتك الأسرية، مع استعراض أحدث صيحات الموضة والمجوهرات من خلال باب أناقة وجمال.

- ترسم المجلة من خلال باب «فوق الستين»، خريطة حياة المرأة في هذا العمر بتقديم الإرشادات والموانع وطرق الوقاية والعناية والأطعمة التي تناسب فئتهم العمرية، عبر اخصائيين واستشاريين كلا في تخصصه، إضافة إلى مناقشة كل القضايا التي تلامس المراهقين، من خلال باب «تحت العشرين».

- لم تنسى المجلة تقديم كل ما هو جديد في عالم الديكور والاثاث من خلال باب أفكار للبيت، إضافة إلى باب حديقتك؛ الذي يستعرض كل الأشكال والألوان التي تبدو عليها حديقة منزلك.

- تسلط صفحات المجلة عبر باب رائدات، الضوء على أبرز نساء الوطن العربي؛ خاصة المراة السعودية، التي برزت في كل القطاعات وتقلدت أرفع المناصب داخليًا وخارجيًا.

- طبيبك الخاص، دائمًا سوف تلتقي به عبر باب العيادة، الذي يقدم كل ما هو جديد في عالم الجراحة والتجميل، بالإضافة إلى العديد من الأطباء في جميع التخصصات المختلفة.

## الجوهرة الكترونيًا
مع صدور العدد الأول من المجلة، كانت هناك أيضًا انطلاقة موازية من خلال تدشين «الجوهرة» الإلكتروني الذي يحتل مكانة متقدمة ضمن المواقع العربية بعدد الزوار ومتابعي قنوات التواصل الاجتماعي خاصة في السعودية.

## رؤساء تحرير مجلة الجوهرة
منذ تأسيسها، وحتى الآن، ترأس  تحرير مجلة الجوهرة الأستاذة روز العودة.

## وصلات خارجية
- موقع مجلة الجوهرة